# Arre (Navarre)
Pour les articles homonymes, voir Arre.
Arre est un village situé dans la commune d'Ezcabarte dans la Communauté forale de Navarre, en Espagne. Il est doté du statut de concejo.
Arre est situé dans la zone linguistique mixte de Navarre, à 4 km au nord de Pampelune.
Le Camino navarro du Pèlerinage de Saint-Jacques-de-Compostelle emprunte brièvement le territoire de ce concejo dans sa marge sud-est, en rive gauche de la rivière Ultzam'.

## Démographie
| 2000 | 2001 | 2002 | 2003 | 2004 | 2005 | 2006 | 2007 | 2008 |
| ---- | ---- | ---- | ---- | ---- | ---- | ---- | ---- | ---- |
| 669  | 696  | 760  | 781  | 822  | 904  | 934  | 966  | 993  |

## Transports en commun
La ligne  4 de Eskualdeko Hiri Garraioa dessert Arre.

## Culture et patrimoine

### Patrimoine religieux
Basilique de la Trinité de Arre (basílica de la Trinidad de Arre) :
La Trinidad de Arre est un hospice situé à Arre, bien que parfois il est improprement localisé dans la commune voisine de Villava. Depuis la rive gauche du rio Ultzama, affluent du rio Arga, on atteint ce lieu en traversant la rivière par un pont à cinq arches long de 55 mètres.
Le chemin, à l'extrémité du pont, s'engouffre sous le porche de l'imposant ensemble monumental et longe les bâtiments monastiques.
C'était un véritable carrefour jacquaire, car la route « N-21 » qui vient de France par le col de Belate à droite, était aussi un chemin secondaire de Saint-Jacques, appelé « Voie du Baztan ». D'où l'importance de l'hôpital cité dès le XIIIe siècle et qui s'y trouvait encore au XVIe siècle. Il en reste une abside romane aux lourds contreforts, saillant hors d'un mur.
Trinidad de Arre renoue aujourd'hui avec cette tradition d'hospitalité grâce à son refuge tenu par les sœurs Maristes.

### Pèlerinage de Compostelle
Sur le Camino navarro du Pèlerinage de Saint-Jacques-de-Compostelle, on vient d'Arleta via Huarte-Uharte.
Les prochains jalons et étape sont Villava, Burlada puis Pampelune avec sa cathédrale gothique Sainte-Marie.
Une autre voie jacquaire rejoint le Camino francés à Arre (cf. supra) ; elle descend du col de Belate et se nomme Voie du Baztan (ou Ruta del Baztan).

### Sources et bibliographie
- (es) Cet article est partiellement ou en totalité issu de l’article de Wikipédia en espagnol intitulé « Arre (Navarra) » (voir la liste des auteurs).
- Grégoire, J.-Y. & Laborde-Balen, L. , « Le Chemin de Saint-Jacques en Espagne - De Saint-Jean-Pied-de-Port à Compostelle - Guide pratique du pèlerin », Rando Éditions, mars 2006,  (ISBN 2-84182-224-9)
- « Camino de Santiago St-Jean-Pied-de-Port - Santiago de Compostela », Michelin et Cie, Manufacture Française des Pneumatiques Michelin, Paris, 2009,  (ISBN 978-2-06-714805-5)
- « Le Chemin de Saint-Jacques Carte Routière », Junta de Castilla y León, Editorial Everest